# Richland (Georgia)
Richland – miasto w Stanach Zjednoczonych, w stanie Georgia, w hrabstwie Stewart.